# Pass the Patron
Pass the Patron è un brano musicale dell'artista hip hop statunitense Tony Yayo, pubblicato come primo singolo dal suo secondo album in studio. Il brano figura la collaborazione dei rapper 50 Cent. Il singolo è stato reso disponibile per il download digitale il 20 maggio 2010.

## Tracce
Download digitale
1. Pass the Patron - 3:03